# Cambarellus lesliei
Cambarellus lesliei е вид ракообразно от семейство Cambaridae. Видът не е застрашен от изчезване.

## Разпространение и местообитание
Разпространен е в САЩ (Алабама и Мисисипи).
Обитава сладководни басейни, реки и потоци.